# فخر (اسم)
فخر هو اسم علم مذكر من أصل عربي، ومعناه هو المباهاة العظمة الفضل.

## شخصيات تحمل الاسم
- فخر الدين أوميروفيتش (لاعب كرة قدم بوسني، 26 أغسطس 1961 – )
- فخر الدين الرازي (عالم وإمام ومفسر مسلم، 1149[3][4][5] – 1209[3][4][5])
- فخر الدين العراقي (10 يونيو 1213 – 1289[6])
- فخر الدين الكركاني (القرن 11[7][8] – 1054)
- فخر الدين المعني الثاني (6 أغسطس 1572 – 13 أبريل 1635)
- فخر الدين بن يوسف (لاعب كرة قدم تونسي، 23 يونيو 1991 – )
- فخر الدين علي
- فخر الدين علي أحمد (سياسي هندي، 13 مايو 1905[9] – 11 فبراير 1977[9])
- فخر الدين يوسوفي (لاعب كرة قدم صربي، 8 ديسمبر 1939[10] – )
- فخر النساء زيد (فنانة عراقية، 1901[11][12][13] – 5 سبتمبر 1991[12])

## وصلات خارجية
- موسوعة السلطان قابوس لأسماء العرب نسخة محفوظة 5 أبريل 2019 على موقع واي باك مشين.